# Suad Filekovič
Suad Filekovič (nascut el 16 de setembre de 1978) és un futbolista eslovè.

## Trajectòria
Filekovič ha jugat prèviament amb l'Olimpija Ljubljana i el NK Maribor a la lliga eslovena, amb el NK Hajduk Split de la lliga croata, l'Ergotelis FC de la Super League grega, el Mouscron a Bèlgica, i el FC PFK Sovetov Samara a la Lliga russa de futbol.
Filekovič inicialment va fitxar pel club anglès Barnsley FC en un contracte d'una setmana abans de signar un contracte el 18 de setembre de 2009 fins al gener de 2010. Va deixar el club de mutu acord el 23 d'octubre de 2009.

## Trajectòria internacional
Filekovič ha jugat 14 partits amb la selecció nacional d'Eslovènia.